# Campioni italiani assoluti di atletica leggera - 3000 metri siepi femminili
Questa pagina raccoglie un elenco di tutte le campionesse italiane dell'atletica leggera nei 3000 metri siepi, specialità che entrò nel programma femminile dei campionati nel 2001.

## Albo d'oro
| Anno | Atleta (società)                                            | Prestazione |
| ---- | ----------------------------------------------------------- | ----------- |
| 2001 | Pierangela Baronchelli Olimpia Valseriana                   | 10'19"52    |
| 2002 | Emma Quaglia CUS Genova                                     | 10'16"61    |
| 2003 | Marzena Michalska Fondiaria SAI Atletica                    | 10'21"68    |
| 2004 | Marzena Michalska Fondiaria SAI Atletica                    | 10'20"36    |
| 2005 | Elena Romagnolo Centro Sportivo Esercito                    | 10'22"25    |
| 2006 | Elena Romagnolo Centro Sportivo Esercito                    | 10'05"47    |
| 2007 | Elena Romagnolo Centro Sportivo Esercito                    | 9'51"93     |
| 2008 | Emma Quaglia CUS Genova                                     | 10'07"48    |
| 2009 | Emma Quaglia CUS Genova                                     | 10'05"65    |
| 2010 | Valentina Costanza Centro Sportivo Esercito                 | 9'58"78     |
| 2011 | Valentina Costanza Centro Sportivo Esercito                 | 10'05"52    |
| 2012 | Valentina Costanza Centro Sportivo Esercito                 | 10'14"22    |
| 2013 | Nicole Svetlana Reina Pro Patria Milano                     | 10'13"89    |
| 2014 | Valeria Roffino Gruppo Sportivo Fiamme Azzurre              | 9'53"82     |
| 2015 | Valeria Roffino Gruppo Sportivo Fiamme Azzurre              | 10'07"23    |
| 2016 | Francesca Bertoni Associazione Sportiva La Fratellanza 1874 | 10'04"58    |
| 2017 | Francesca Bertoni Associazione Sportiva La Fratellanza 1874 | 9'56"96     |
| 2018 | Isabel Mattuzzi Unione Sportiva Quercia Trentingrana        | 9'51"89     |
| 2019 | Isabel Mattuzzi Unione Sportiva Quercia Trentingrana        | 10'10"66    |
| 2020 | Martina Merlo Centro Sportivo Aeronautica Militare          | 9'59"54     |
| 2021 | Martina Merlo Centro Sportivo Aeronautica Militare          | 10'00"01    |
| 2022 | Martina Merlo Centro Sportivo Aeronautica Militare          | 9'51"81     |
| 2023 | Eleonora Curtabbi Atletica Giò 22 Rivera                    | 9'55"28     |
| 2024 | Eleonora Curtabbi Atletica Giò 22 Rivera                    | 9'57"59     |
| 2025 | Gaia Colli Centro Sportivo Carabinieri                      | 10'01"05    |